# Louis d’Aquin

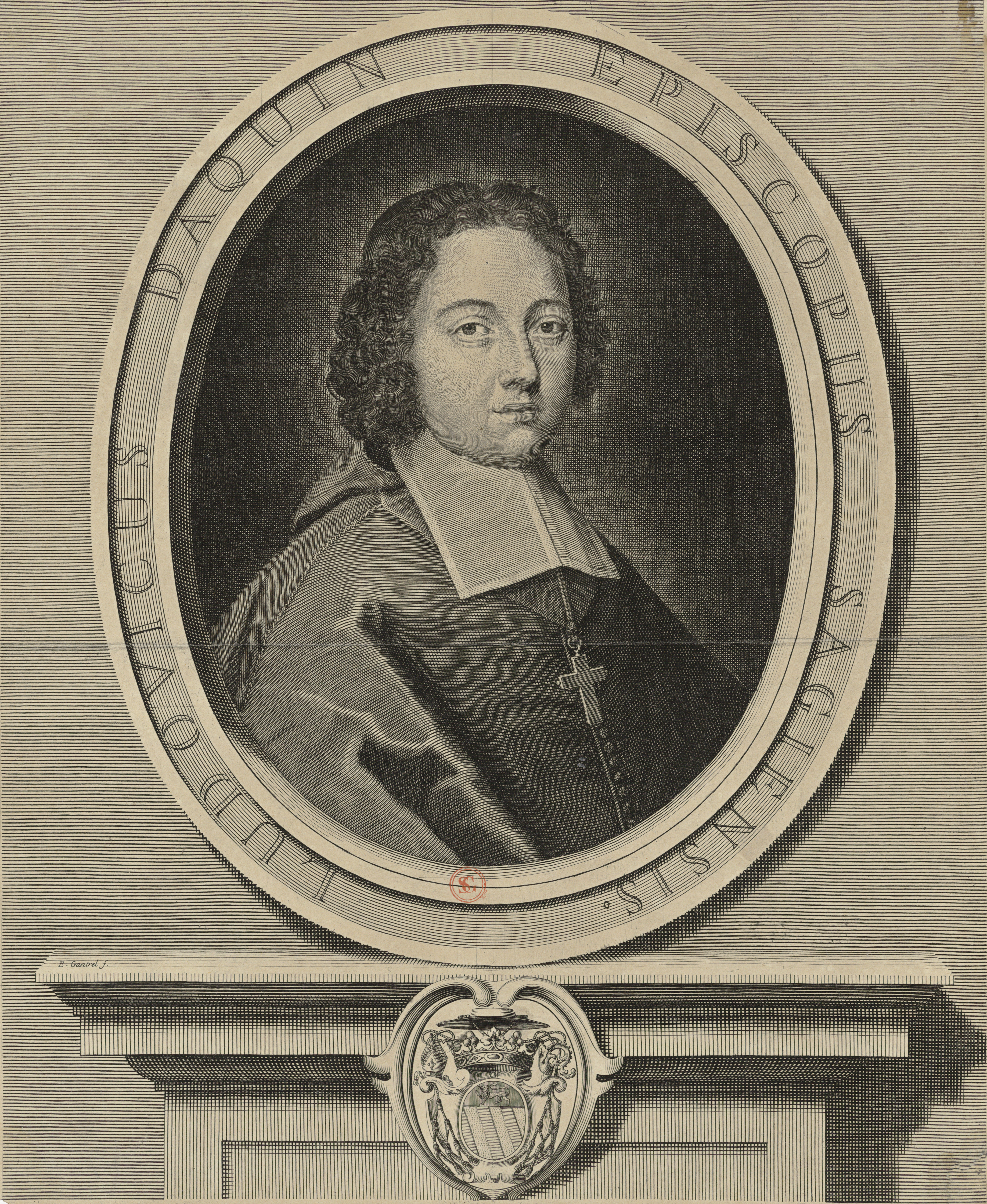

Louis d’Aquin (* 20. Mai 1667 in Paris; † 17. Mai 1710 in Sées) war ein französischer römisch-katholischer Geistlicher und Bischof.

## Leben und Karriere

### Herkunft
Louis d’Aquin war der Ur-Enkel des Hebraisten Philippe d’Aquin (1576–1650), der sich, aus Carpentras stammend und jüdischen Glaubens, im italienischen Aquino zum Christentum bekehrt und einen neuen Namen angenommen hatte, der Enkel von Louis-Henri d’Aquin (1602–1673), Arzt Ludwig XIV., der Sohn von Antoine d’Aquin (1629–1710), Oberarzt Ludwigs XIV., und der Neffe von Luc d’Aquin, Bischof von Saint-Paul-Trois-Châteaux und Fréjus. Seine Taufe vollzog 1667 Édouard Vallot (1637–1705) Bischof von Nevers. Seine Taufpatin war Königin Maria Teresa selbst.

### Kommendatarabt und Doktor der Theologie
Er besuchte das Collège de la Marche und das Collège du Plessis und erhielt im Alter von zehn Jahren die Tonsur. 1678 wurde er als Kommendatarabt der Abtei Saint-Serge in Angers sowie der Zisterzienserabtei Moreilles eingesetzt; letztere tauschte er 1687 gegen die Abtei Saint-Denis in Reims ein. Nach dem Theologiestudium an der Sorbonne wurde er bereits 1688 zum Priester geweiht, erwarb 1689 den Doktorgrad und fungierte als Generalvertreter des französischen Klerus (agent général du clergé de France).

### Bischof von Fréjus
1697 wurde er an Stelle seines vom König abgesetzten Onkels Luc d’Aquin im Alter von 30 Jahren zum Bischof von Fréjus ernannt, im Juni 1697 auch geweiht und ließ sich auch (allerdings durch einen Vertreter) im April 1698 feierlich einführen, doch hatten die zahlreichen persönlichen Proteste seines Onkels zur Folge, dass er die Sache leid wurde und seine Berufung im November 1698 auf den Bischofssitz von  Sées übertragen ließ, sodass er in Fréjus nie präsent war. Nachfolger seines Onkels wurde dann der spätere Kardinal und Staatsmann Fleury.

### Bischof von Sées
Im Bistum Sées begleitete er 1700 das Sterben des Reformabtes des Zisterzienserklosters La Trappe, Rancé. Allgemein wirkte er ab 1699 als energischer Reformer, was große Teile des Klerus gegen ihn aufbrachte. Schließlich wurde er beim König zu Unrecht des Jansenismus angeklagt und fiel in Ungnade. Kurz darauf wurde er von einer Seuche hinweggerafft. Er starb 1710 kurz vor seinem 43. Geburtstag und wurde in der Kathedrale von Sées beigesetzt.

## Werke
- Imago R.P. Domni Armandi-Joannis Le Bouthillier de Rancé, abbatis de Trappâ. Portrait de Dom Armand-Jean Le Bouthillier de Rancé, abbé regulier & réformateur du monastere de la Trappe, de l’étroite observance de Cisteaux. 1701.
- Récit abrégé des principales circonstances de la vie et de la mort de Mr de Rancé, abbé de la Trappe, en forme d’épitaphe. Vaultier, Rouen 1704.